# Trương Chí Đông
Trương Chí Đông (tiếng Trung: 张志东, sinh năm 1972), còn được gọi là Tony Zhang, là một doanh nhân người Trung Quốc, đồng sáng lập, cựu CTO và cổ đông cá nhân lớn thứ hai của Tencent, một công ty internet Trung Quốc.

## Sự nghiệp
Theo Forbes, tính đến tháng 6 năm 2019, Trương Chí Đông có giá trị tài sản ròng 12,6 tỷ USD.

## Đời tư
Ông sống ở Thâm Quyến.